# Georg Christoph Sturm
Georg Christoph Samuel Sturm (getauft 23. November 1698 in Wolfenbüttel; beerdigt 9. April 1763 in Braunschweig) war ein deutscher Architekt des Spätbarock und erster Braunschweiger Hofbaumeister.

## Leben
Der Sohn des Gelehrten Leonhard Christoph Sturm besuchte seit 1714 die Franckeschen Stiftungen in Halle und studierte ab 1724 Medizin an der Universität Halle. Im Jahre 1750/51 fand er in Braunschweig Anstellung als Revisor der fürstlichen Bauverwaltung. Sturm begutachtete Entwürfe von Bürgerhäusern, bevor er 1751 erfolgreich einen eigenen Entwurf zu einem Bürgerhaus in Braunschweig einreichte und im selben Jahr eine Begutachtung der Turmhelme der Wolfenbütteler Trinitatiskirche vornahm. Er wurde daraufhin 1752 zum herzoglichen Hofbaumeister ernannt; das Amt wurde erstmals eingerichtet. Sturm starb 1763 in Braunschweig. Sein Amtsnachfolger wurde Carl Christoph Wilhelm Fleischer.

## Werke
Sturm entwarf in seiner elfjährigen Amtszeit 72 Braunschweiger Bürgerhäuser in Massiv- und Fachwerkbauweise, von denen einige noch heute erhalten sind.

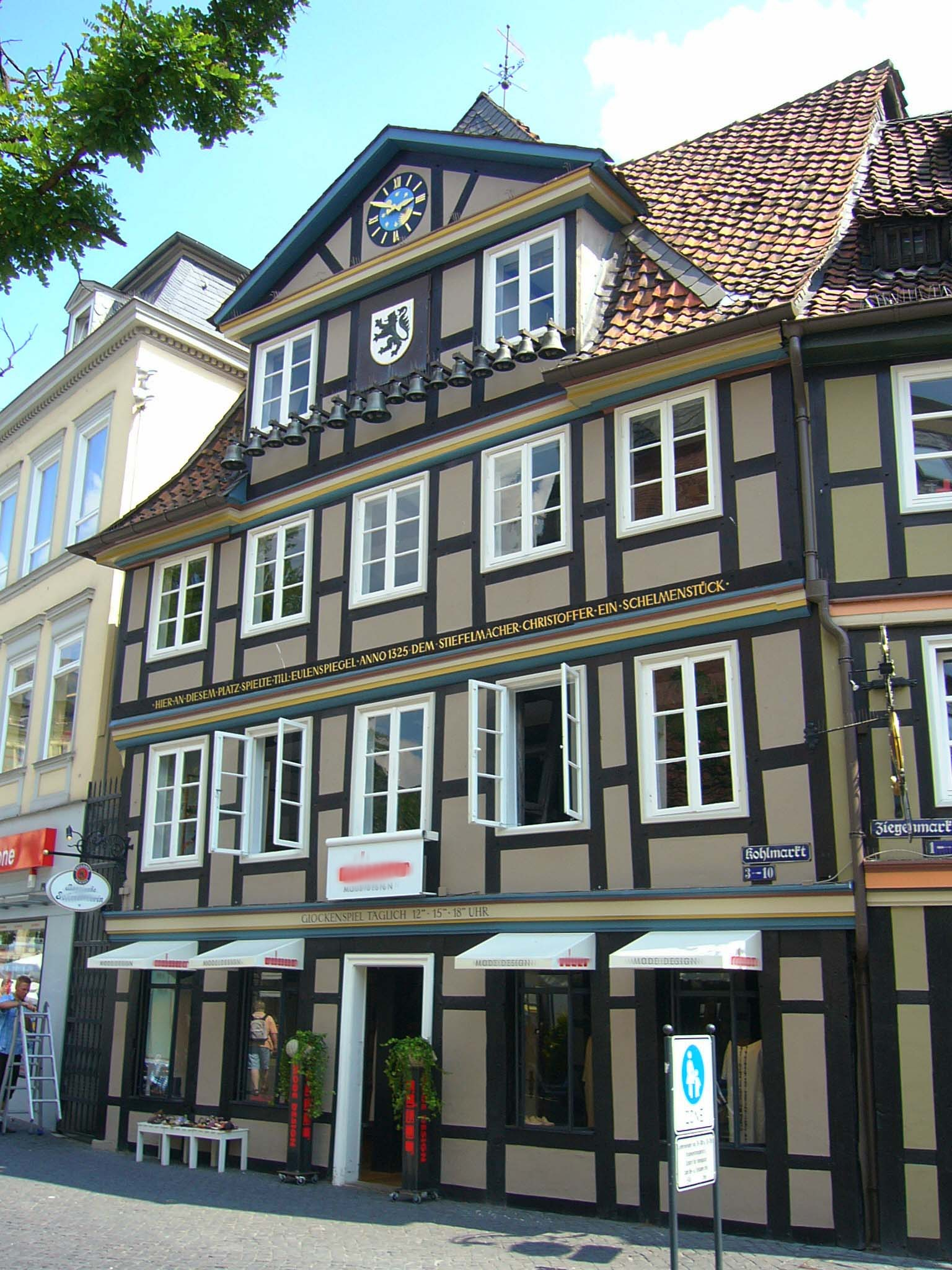
Kohlmarkt 10 in Braunschweig
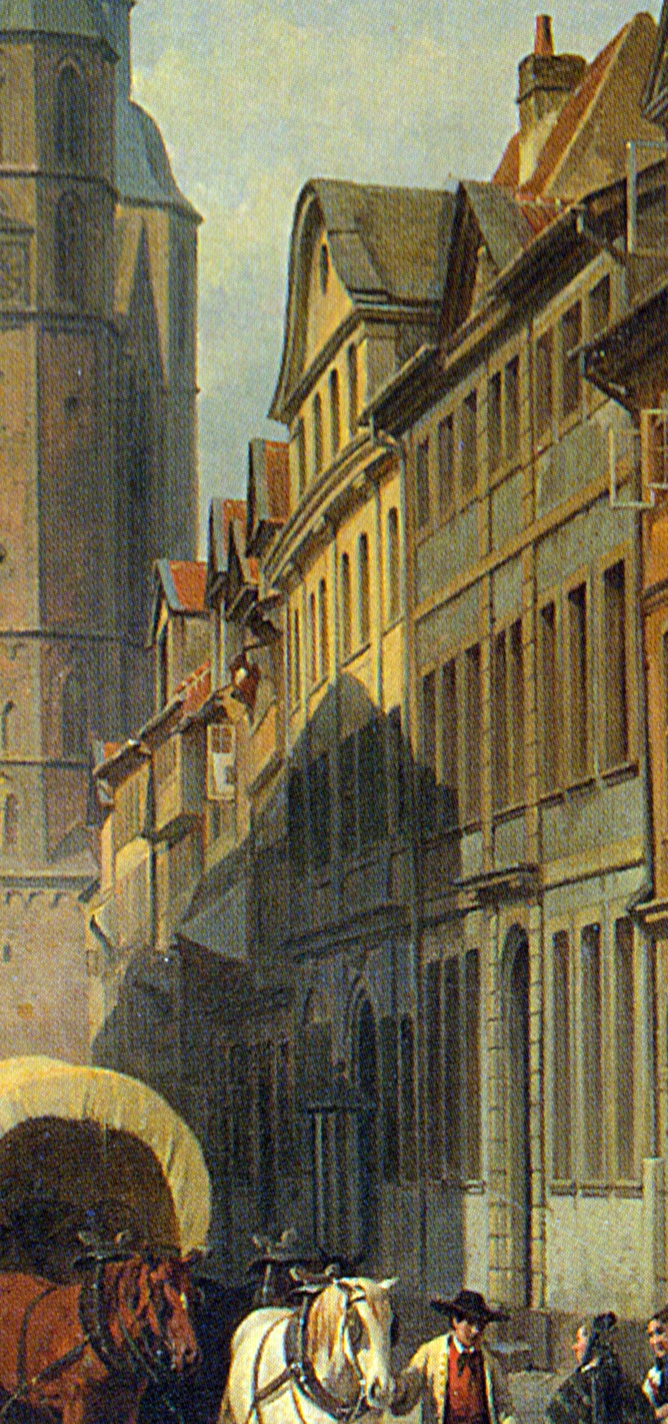
Das ehemalige Alte Ministerium in Braunschweig